# Zelia gracilis
Zelia gracilis är en tvåvingeart som först beskrevs av Henry J. Reinhard 1946.  Zelia gracilis ingår i släktet Zelia och familjen parasitflugor. Inga underarter finns listade i Catalogue of Life.